# Pakita

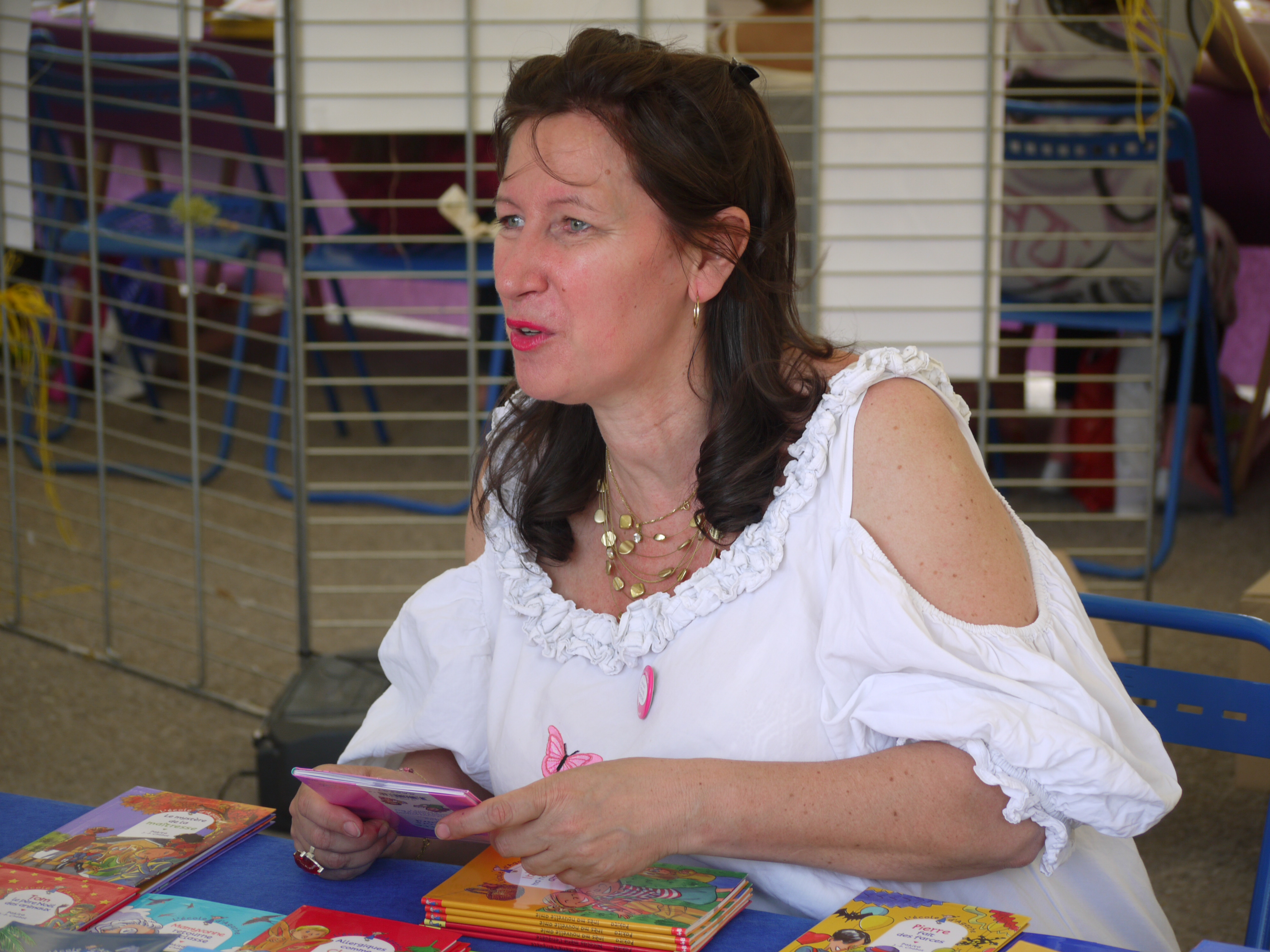
Pakita (2009)

Pakita ist ein Künstlername einer französischen Sängerin, Moderatorin, Autorin und Französischlehrerin. Sie sang das Titellied der Zeichentrickserie Bali.

## Veröffentlichungen

### Literarische Werke (Auswahl)
Pakita schrieb insgesamt 62 Bücher für Kinder von fünf bis sieben Jahren, die in der Reihe L’école d’Agathe herauskamen. Eine Auswahl wird hier aufgelistet:
- Coucou mes lutins, lutines!
- Flic, floc, flocon! Flocon d’imagination!
- C’est la rentrée pour vous, pour moi, pour les hérissons…
- Hihi! Je rigole, les hérissons ne vont pas à l’école!
- Sauf si…flic, floc, flocon! Flocon d’imagination!
- Dans votre tête, vous rêvez et même vous imaginez…
- Des hérissons qui vont à l’école, des maîtresses d’école transformées en dragons,
- Des dragons qui volent portés par le vent et le vent qui le soir, vous raconte des histoires…
- C’est ça l’imagination! Un pays merveilleux où on invente n’importe quoi, où rien ne s’arrête jamais, où l’on ne s’ennuie pas, où tout peut s’arranger!
- Et le savez-vous?
- Dès qu’un bébé nait, les fées posent sur son front, un flocon d’imagination. C’est grâce à lui que les enfants grandissent en inventant des histoires, des jeux, des chansons!
- Vous aussi, vous en avez eu un!
- Mais il faut que je vous raconte…
- Au Pays des Fées, une catastrophe est arrivée!
- Une larme géante est tombée du ciel, a déchiré Nuage à flocons et détruit tous ses flocons.
- D’où vient cette larme? Où et comment retrouver les quatre lambeaux de Nuage à flocons qui se sont éparpillés?
- Mes lutins, vous voulez bien m’aider?
- Il faut absolument passer à l’action car un bébé sans imagination ne peut exister!
- Alors vite! Venez!
- Tout est prêt pour notre nouvelle aventure au théâtre de la Gaîté!
- Si vous voulez tout savoir, cliquez sur le pétale: mes rendez-vous!
- Et vous, comment allez-vous?

### Musikalben
Pakita veröffentlichte bisher sieben Musikalben.
- Pakita, le père Noël a disparu!
- La fée rousse à lunettes
- La lune a besoin de toi
- Viens vite...je t’invite, 2007[4]
- Qui a volé le livre des fées?
- C’est la Fête
- Pakita chante Bali